# Pierre Marteau
Pour l’article ayant un titre homophone, voir Pierre Martot.
Pour les articles homonymes, voir Marteau.
Pierre Marteau ou Pierre du Marteau est le nom d'un imprimeur fictif utilisé, aux XVIIe et XVIIIe siècles, par des éditeurs de livres européens. Ce pseudonyme leur permettait de se prémunir contre la censure.

## Une astuce pour se prémunir contre la censure
En France, au début du XVIe siècle, sous le règne de François Ier, l'imprimerie était réglementée. Toute publication devait être approuvée par une institution théologique. Par la suite, elle devait, sous peine de mort, être autorisée par le roi, soucieux de réprimer toute attaque publique contre la religion ou contre l'État. Des ouvrages étaient diffusés sans nom d'auteur et sans les noms véritables de l'éditeur et du lieu d'édition. Un livre portait, par exemple, la mention « imprimé en Utopie », un autre affichait comme nom d'imprimeur « baron de l'Artichaux ». Sous le règne du roi de France Louis XIV, des libelles, rédigés par des réfugiés protestants ou des ennemis de la France installés aux Pays-Bas septentrionaux, circulaient clandestinement. Ces ouvrages interdits propageaient l'usage de pseudonymes d'imprimeurs tels que « l'Amis de l'auteur », « Jean de la Vérité » et « Pierre Marteau ».
Les auteurs et les éditeurs des XVIIe et XVIIIe siècles qui ne désiraient, ou ne pouvaient, pas publier leur ouvrage « Avec Approbation & Privilège du Roi », en raison de son contenu, l’éditaient donc sous un nom d'imprimeur fictif,. La mention d'imprimerie « A Cologne, chez Pierre du Marteau » apparaît en 1660. La mention la plus utilisée : « Cologne, Pierre du Marteau » ou « À Cologne, chez Pierre Marteau », signalait un ouvrage dont le contenu politique, religieux ou érotique contrevenait aux normes de l’autorité. Les publications, histoires salaces aussi bien que pamphlets religieux, furent au début principalement anti-français et anti-catholiques. Par la suite, nombre de contrefaçons eurent recours à cet expédient.

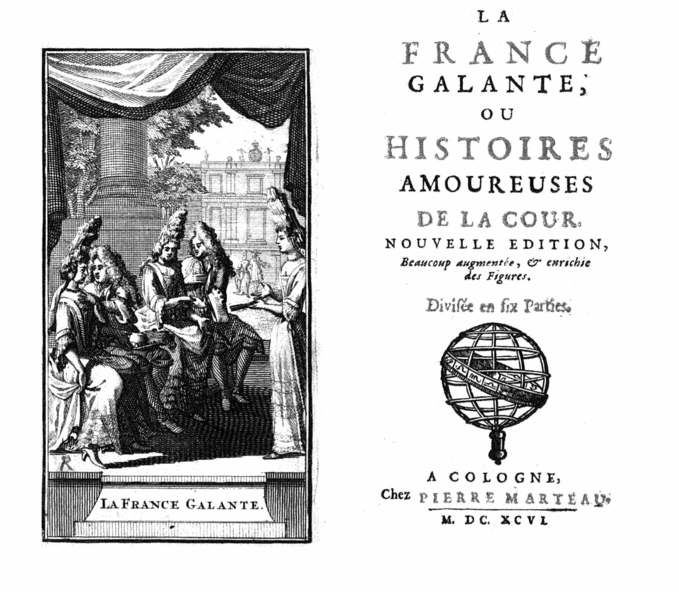
La France Galante, 1696.
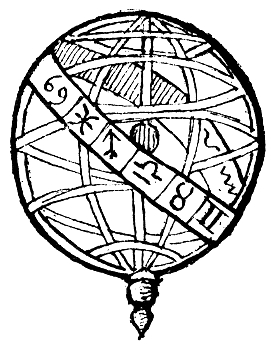
Sphère ornant le frontispice des ouvrages imprimés par les Elzevier sous le nom de « Pierre Marteau ».
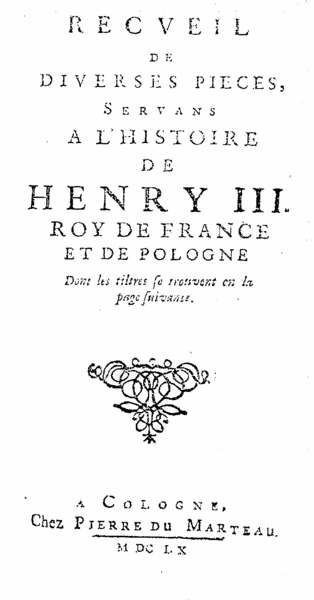
Un des premiers titres, 1660.

En dépit de la liberté d’impression dont jouissaient les éditeurs hollandais, ils eurent recours à des noms supposés car ils encouraient des poursuites lorsque leurs publications s’attaquaient à un pays allié des Provinces-Unies tel que la France. Il leur fallait également ménager les susceptibilités religieuses de leurs propres compatriotes lorsqu’ils publiaient un pamphlet anti-catholique. Leurs ouvrages ne devaient pas donner non plus l’éveil aux catholiques par la mention d’un lieu d’impression situé en pays protestant. À cet égard, le choix de Cologne comme lieu d’édition fictif n’est pas non plus innocent dans la mesure où cette ville était très catholique. Lorsqu’il s’agissait de contrefaçons, il n’était pas inutile de dissimuler au public français que la publication s’était faite à l’étranger, gage fréquent de très lourdes erreurs et fautes d’impression de toutes sortes. L’impression chez « Pierre du Marteau » se faisait aussi quelquefois à la demande expresse d’auteurs, comme les jansénistes, ne désirant pas qu’on sache qu’ils faisaient imprimer en pays protestant, et les jésuites, pour leurs écrits jugés subversifs en France,.

## Diffusion d'un pseudonyme

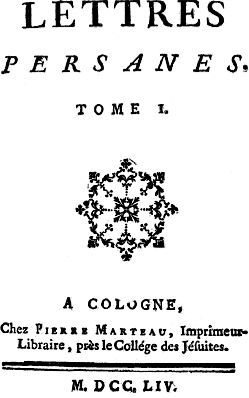
Une contrefaçon des Lettres persanes de Montesquieu, éditée chez Pierre Marteau (1754).

Le nom « Pierre du Marteau » fut utilisé pour la première fois en 1660, par l’éditeur hollandais Jean Elzevier pour éditer anonymement le Recueil de diverses pièces servans à l’histoire de Henry III, roy de France et de Pologne,. Par la suite, différents imprimeurs en Hollande (Reinier Leers (en) de Rotterdam, Adriaan Vlacq de La Haye et Jacques Desbordes à Amsterdam, par exemple), Belgique (ex. : Philippe Vleugart, Lambert Marchant, François Foppens et Eugène-Henri Fricx à Bruxelles) et France (notamment les presses rouennaises, où s’imprimait tout ce qui était interdit à Paris) « en font un fréquent usage et font subir à cette adresse des variations multiples ». En 1685 (ou 1668), le nom de Pierre du Marteau apparaît pour la première fois en Allemagne. Au cours des XVIIe et XVIIIe siècles, parmi tous les faux patronymes d'éditeur employés dans l'imprimerie, Pierre du Marteau était le plus répandu,. Des variantes fleurirent, comme « chez la Veuve de Pierre Marteau », « chez les Héritiers de Pierre Marteau », « Chez Adrien l’Enclume, gendre de Pierre Marteau » et, plus fantaisiste encore, « A Coloigne, chez Piere de Marteau », et des publications indiquent le nom d'une ville (La Haye, Leyde, Londres, Madrid, Cologne ou Rouen. Les éditeurs allemands, bien qu'encourant la peine capitale, finirent également par se saisir du nom de leur « compatriote », quelquefois entièrement germanisé en « Peter Hammer », sous le nom duquel se publieront un grand nombre d’ouvrages jusqu’en 1859. Il y eut même une version italienne (« Petri Martelli »), anglaise (« Peter Marteau ») et latine (« Petrus Martellus ») du nom d'imprimeur fictif « Pierre Marteau ».

## Auteurs
Plus volumineux que celui des mazarinades, le « catalogue » de l’éditeur Pierre Marteau comprend des œuvres comiques ou sérieuses, des ouvrages d'histoire, des essais polémiques sur la religion ou la politique, des écrits pamphlétaires, des satires et des libelles — visant souvent le roi de France Louis XIV et sa cour libertine et dévote —, des écrits érotiques et de la poésie. Il rassembles des livres de, entre autres, Pierre de Boisguilbert, Montesquieu (Lettres persanes), André-François Boureau-Deslandes, Roger de Bussy-Rabutin (Histoire amoureuse des Gaules), Gatien de Courtilz de Sandras, créateur du personnage de D'Artagnan dans Mémoires de M. d'Artagnan, Gabriel Daniel, Paul Hay du Chastelet, Pierre Cally, Nicolas Malebranche (Entretiens sur la métaphysique et la morale) et Pierre Bayle (Pensées diverses écrites à un docteur de Sorbonne à l'occasion de la Comète qui parut au mois de décembre 1680).